# さくらかんづめ
『さくらかんづめ』は、森田ゆきによる日本の漫画作品。『ちゃお』（小学館）にて、2009年11月号から2010年4月号まで連載された。また番外編として、『ちゃおデラックス』（同）2010年春の増刊号に掲載された「さくらかんづめ番外編 朱里・タイフーン」がある。単行本はちゃおコミックスから全1巻。

## あらすじ
桜木ひなはさくらの木とボロさで有名なアパート・さくら館の管理人。主な仕事は、問題ばかり起こす住人たちに注意することである。そんなひなと、一癖ある住人達の人間模様を描いた作品。

## 登場人物
桜木 ひな
さくら館の管理人。高校生。母はすでに亡くなり、父は夢を追い、世界をとびまわっている。非常識で問題ばかり起こす住人に注意する役割の常識人。
柊 彼方
さくら館の102号室に住む住人一の問題児。ひなと同じ学校に行っている。
川辺 勇介
さくら館に住む。高校生。問題ばかり起こす住人の一人。夢はスターになること。
みっきー
さくら館に住む。問題ばかり起こす住人の一人。夢は漫画家になること。
柊 朱里
彼方の妹。美少女。彼方の事が大好き。

## 書誌情報
- 森田ゆき『さくらかんづめ』小学館〈ちゃおコミックス〉2010年4月28日発行、全1巻[1]、ISBN 978-4-09-133255-4